# Stanisław Maczek

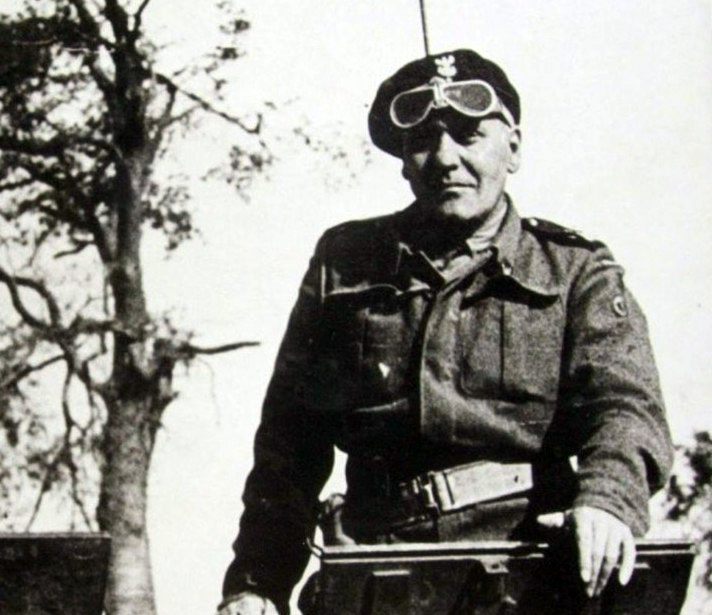
General Maczek im Jahre 1944

Stanisław Władysław Maczek (* 31. März 1892 in Szczerzec bei Lemberg, damals Österreich-Ungarn; † 11. Dezember 1994 in Edinburgh) war ein polnischer General.

## Leben
Aus einer polnischen Familie kroatischer Herkunft stammend, er war ein Cousin von Vladko Maček, besuchte er das Gymnasium im galizischen Drohobycz. Von 1910 bis 1914 studierte er an der Universität Lemberg Polonistik. Parallel dazu absolvierte er eine paramilitärische Ausbildung im Związek Strzelecki (Schützenbund) Józef Piłsudskis. Im Ersten Weltkrieg wurde er in die österreichisch-ungarische Armee eingezogen. Nach dem Besuch der Offiziersschule wurde er Zugführer des k.k. Landwehr-Infanterieregiments Nr. 3 in Graz. Im Juni 1915 kam er zum damals als Eliteeinheit der Gebirgstruppen bekannten k.k. Landesschützen-Regiment „Bozen“ Nr. II (ab April 1917 Kaiserschützen genannt), um im Dezember an den Isonzo versetzt zu werden. Im Frühling des Jahres 1916 wurde Maczek Ausbilder an der Offiziersschule des XIV. Korps in Steyr. Im Februar 1918 wurde er an der Hand verwundet. Nach einem Krankenhausaufenthalt in Wien und einem anschließenden dreimonatigen Urlaub ging Maczek zurück an die italienische Front. Dort diente er zuletzt als Leutnant bei den Gebirgsschützen.
Nach der Kapitulation der Mittelmächte desertierte Maczek und begab sich nach Krosno, wo er am 14. November 1918 in die neue polnische Armee eintrat. Als Bataillonskommandant kämpfte er mit seiner Einheit um die Eroberung des von den Ukrainern besetzten Lemberg. Mit einem nach deutschem Vorbild neu eingerichteten Sturmbataillon gelang im Frühjahr 1919 der Sieg. Auch im Polnisch-Sowjetischen Krieg 1920 kämpfte die Einheit in der Lemberger Gegend. In der Zwischenkriegszeit blieb Maczek in der Armee und stieg bis zum Befehlshaber der 10 Brygada Kawalerii, des ersten motorisierten Großverbands des polnischen Heeres, auf.
Nach dem deutschen Überfall auf Polen kämpfte der in der Zwischenzeit zum Brigadegeneral beförderte Maczek zunächst gegen die Deutschen und postierte sich dann erneut in der Nähe von Lemberg. Durch die sowjetische Besetzung Ostpolens war er jedoch nach dem 19. September 1939 gezwungen, mit seinem Verband die Grenze nach Ungarn zu überschreiten. Er begab sich sogleich weiter nach Frankreich, wo er die 10. gepanzerte Kavalleriebrigade als Teil der polnischen Streitkräfte im Westen neu zusammenstellte. Nach dem deutschen Angriff im Juni 1940 kämpfte er mit diesem Verband zunächst in der Champagne. Nachdem die Verteidigung des Landes zusammengebrochen war, schlug er sich mit etwa 500 Mann nach Marseille durch, wo es ihm als Araber verkleidet gelang, das Mittelmeer zu überqueren und über Tunis, Marokko, Portugal und Gibraltar schließlich nach Schottland zu gelangen.

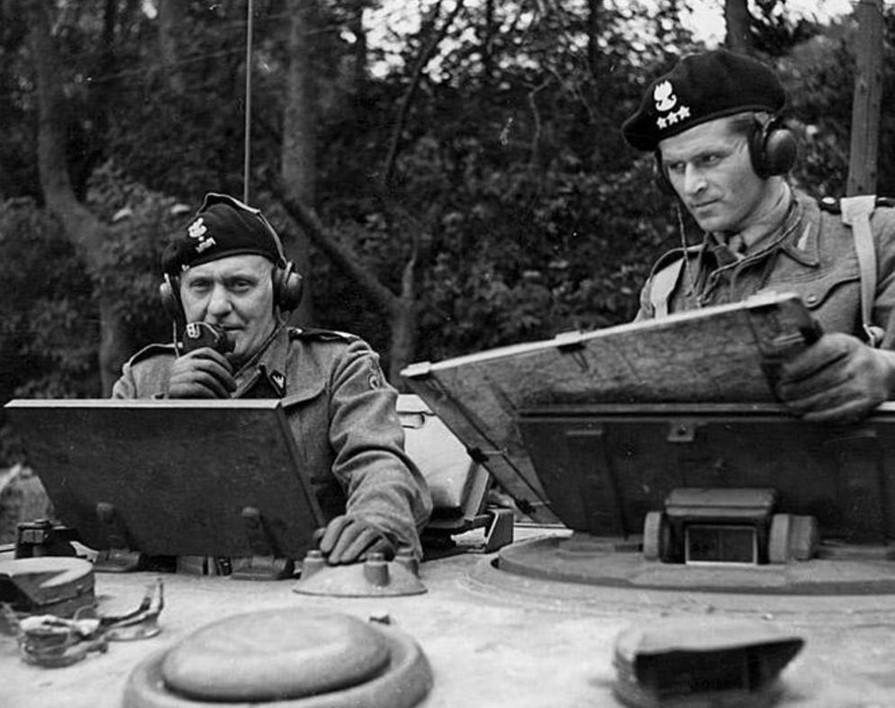
Maczek (links), 1944

Am 1. August 1944 kehrte er mit seinem neuen Verband, der 1 Dywizja Pancerna (1. Panzerdivision), im Zuge der Invasion der Normandie auf den Kontinent zurück. Als Teil des 2. Kanadischen Korps nahm die Einheit mit der Verteidigung des Mont Ormel an der Schlacht von Falaise teil. Der weitere Weg führte ihn über Belgien nach Holland, wo ihm die Befreiung der Stadt Breda ohne Verluste unter der Zivilbevölkerung gelang. Am 6. Mai 1945 gelangte er nach Wilhelmshaven, wo er die Kapitulation der deutschen Marinebasis entgegennahm. Im Juni 1945 wurde er zum Divisionsgeneral ernannt. Im von polnischen Soldaten verwalteten Teil der britischen Besatzungszone wurde ihm zu Ehren die Kleinstadt Haren an der Ems vorübergehend in Maczków umbenannt.
Da Maczek nicht bereit war, sich den neuen kommunistischen Machthabern Polens unterzuordnen, entschied er sich für den Gang ins schottische Exil. Die polnische Staatsbürgerschaft wurde ihm aberkannt, und die britische Regierung verweigerte dem Kriegshelden den Kombattantenstatus sowie den einer Militärperson, so dass er lange Jahre als Barmann in Edinburgh arbeiten musste. Die Regierung der Niederlande ernannte ihn immerhin zum Ehrenbürger. 1961 veröffentlichte er seine Erinnerungen mit dem Titel Od podwody do czołga (Vom Pferdewagen zum Panzer). Nach dem Sturz des kommunistischen Regimes erlebte Maczek noch seine Rehabilitierung, 1990 wurde er zum Waffengeneral ernannt und in seinem Todesjahr 1994 mit der höchsten polnischen Auszeichnung, dem Orden des Weißen Adlers, geehrt. Bestattet wurde Maczek auf dem Kriegsgräberfriedhof in Breda.